# Familia Caro
Los Caro son una familia tradicional de la élite de Colombia de origen español, cuyo centro de poder fue la ciudad de Bogotá. 
En su momento de auge, finales del siglo XIX, la familia llegó a tener entre sus miembros a un expresidente de Colombia, así como varios notables poetas, políticos y diplomáticos. Actualmente siguen haciendo presencia influyente en Colombia, aunque de manera más discreta y limitada.

## Historia

### Origen
El apellido Caro proviene de la Isla de León, Andalucía, en España. Los escritores y hombres de letras en Colombia de la familia Caro provienen del español Francisco Javier Caro, quien nació en Cádiz, España en 1750 y murió en Santa Fe en 1826. El primer miembro de la familia nacido en América fue Francisco José Caro, hijo de los andaluces Juan José Caro y Juana Francisca García de Lara, nacido en Santafé de Bogotá.

### Genealogía
- Francisco Javier Caro y García (1750-1826)ː Español. Primer Caro que pisó suelo americano.
  - José Eusebio Caro Ibáñez (1817-1853)ː Escritor, poeta y político colombiano. Cofundador del Partido Conservador Colombiano. Casado con Blasina Tobar.
    - Miguel Antonio Caro Tobar (1843-1909)ː Político, escritor y abogado colombiano. 6° Presidente de Colombia (1894-1898). Casado con Ana de Narváez y Guerra
      - Julio Caro de Narváez (1880-1947)ː Economista y político colombiano. Gerente del Banco de la República de Colombia (1927-1947).
        - Sergio Jaramillo Caro (n. 1966)ː Filósofo, diplomático y político colombiano. Alto comisionado para la paz (2012-2017).

    - Margarita Caro Tobar (1848-1925)ː Dama colombiana. Primera dama de la nación (1888-1892), por su matrimonio con el presidente Carlos Holguín Mallarino.
      - Hernando Holguín y Caro (1875-1921)ː Escritor, político y diplomático colombiano. Canciller de Colombia (1909), (1919).
      - Margarita Holguín y Caro (1875-1959)ː Pintora colombiana.
      - Álvaro Holguín y Caro (1889-1973)ː Escritor y político colombiano.
      - Clemencia Holguín y Caro (1894-1990)ː Dama colombiana. Primera dama de la nación (1951-1953), por su matrimonio con el designado Roberto Urdaneta Arbeláez.

    - Luis Caro Escallón (1912-1969)ː Abogado y político colombiano. Magistrado de la Corte Suprema de Justicia (1944), Procurador General de Colombia (1951), Gobernador de Cundinamarca (1953-1954), y Ministro de Justicia (1954-1956).